# Josef Martin Nathan

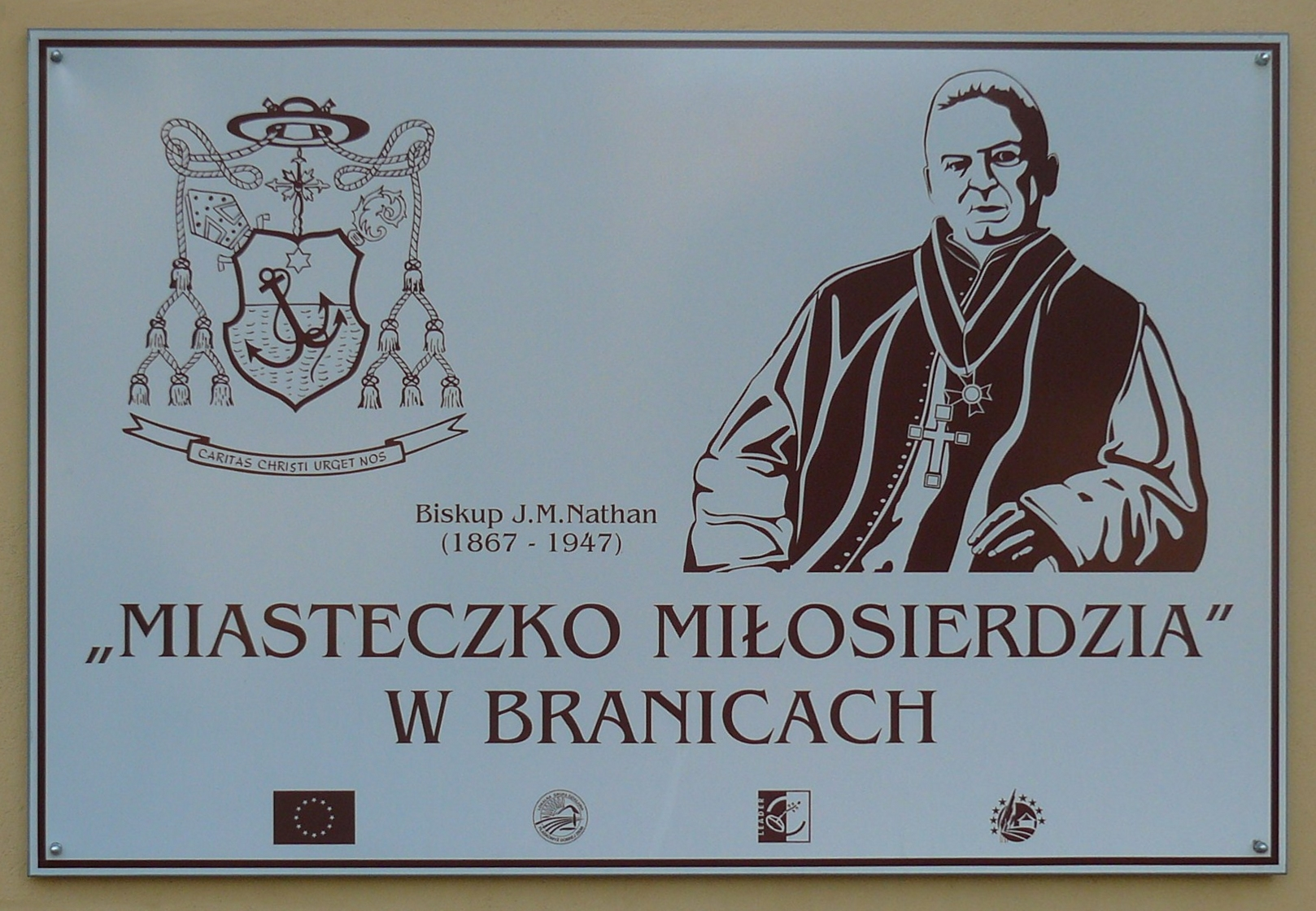
Cedule v Branicích

Josef Martin Nathan (11. listopadu 1867 Stolzmütz (dnes Tlustomosty), Horní Slezsko – 30. ledna 1947 Opava) byl knězem vratislavské diecéze, v letech 1924–1938 generálním vikářem pruské části olomoucké arcidiecéze, během druhé světové války pak generálním vikářem sudetoněmecké části olomoucké arcidiecéze a olomouckým pomocným biskupem.

## Životopis
Narodil se v rodině učitele působícího na Ratibořsku a Hlučínsku. Od roku 1869 vyrůstal v Ludgeřovicích. Zdejší pobyt sám později označoval za nejdůležitější období ve svém životě. V letech 1879–1887 vystudoval gymnázium v Hlubčicích. Už během středoškolských studií se Nathan rozhodl, že se stane knězem, a proto po maturitě začal studovat teologii ve Freiburgu v Bádensku, ale už po roce studia (snad z ekonomických důvodů) přestoupil na Univerzitu ve Vratislavi. Po dokončení studia byl 23. června 1891 kardinálem Koppem ve Vratislavi vysvěcen na kněze. Primiční mši sloužil o dva dny později v Hlučíně. Po vysvěcení působil nejdříve jako kaplan v Závišicích (Zawiszyce) u Hlubčic, ale po roce byl jmenován kaplanem v Branici. Branice se na dlouhá léta stala jeho domovem. Dne 21. prosince 1946 byl odsunut z nově získaných polských území do Opavy, kde za 6 týdnů poté v Marianu – Ústavu Kongregace dcer Božské lásky zemřel. Za velké účasti obyvatelstva byl 4. února 1947 pohřben biskupem Stanislavem Zelou na místním hřbitově v Opavě. V listopadu 2014 se tělo biskupa Josefa Nathana vrátilo do Branic.